# Brežani (Republika Serbska)
Brežani (cyr. Брежани) – wieś w Bośni i Hercegowinie, w Republice Serbskiej, w gminie Srebrenica. W 2013 roku liczyła 94 mieszkańców.